# Coryne conferta
Coryne conferta är en nässeldjursart som beskrevs av George James Allman 1876. Coryne conferta ingår i släktet Coryne och familjen Corynidae. Inga underarter finns listade i Catalogue of Life.

## Bildgalleri

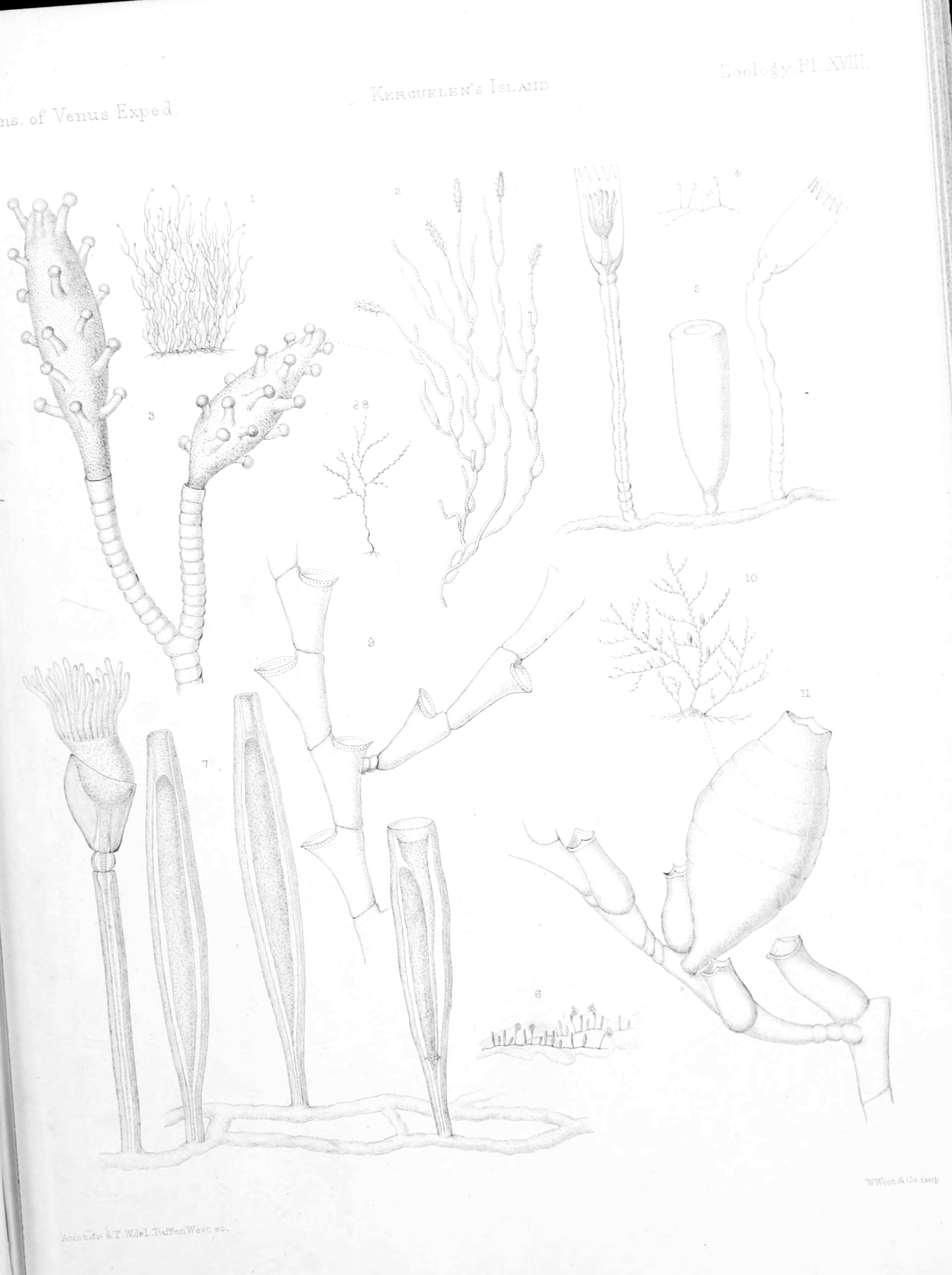